# Vila Soeiro do Chão
Vila Soeiro do Chão ist ein Ort und eine ehemalige Gemeinde (Freguesia) im portugiesischen Kreis Fornos de Algodres. Die Gemeinde hatte 179 Einwohner (Stand 30. Juni 2011).
Am 29. September 2013 wurden die Gemeinden Vila Soeiro do Chão, Juncais und Vila Ruiva zur neuen Gemeinde União das Freguesias de Juncais, Vila Ruiva e Vila Soeiro do Chão zusammengeschlossen.